# Danh sách tộc người ở bán đảo Iberia trước thời La Mã
Đây là danh sách những tộc người ở bán đảo Iberia trước thời La Mã (Hispania thuộc La Mã bao gồm Bồ Đào Nha, Tây Ban Nha và Andorra ngày nay).

## Những tộc người không thuộc nhóm ngôn ngữ Ấn-Âu

### Người Aquitani
- Airenosini / Arenosii
- Iacetani
- Người Vascones

### Người Iberes
- Andosini - cư trú ở các ngọn núi thuộc phía đông sườn dốc phía Nam của dãy Pyrenee, tại khu vực thượng nguồn của lòng chảo sông Segre, vùng đất này ngày nay là Andorra.
- Ausetani - cư trú ở vùng đất Osona (vùng đất cũ của bá quốc Osona), tại khu vực trung lưu của lòng chảo sông Ter. Ausa (ngày nay là Vic) là thủ phủ chính của họ.
- Bastetani/Bastitani/Bastuli là một liên minh các bộ lạc người Iberes lớn nhất ở vùng đất này, lãnh thổ của họ bao gồm các vùng đất rộng lớn nằm dọc theo ven biển Địa Trung Hải và vùng đất Sierra Nevada, ngày nay là một phần của các tỉnh Murcia, Albacete, Jaén, Almería, Granada và Málaga. Basti (ngày nay là Baza) là thủ phủ chính của họ.
  - Mastieni - ở trong và xung quanh vùng đất Mastia (Cartagena).
- Bergistani / Bergusii - ở lưu vực thượng nguồn của lòng chảo sông Llobregat, ước chừng là tỉnh Barcelona ngày nay. Berga là thủ phủ chính của họ. Nằm ở phía Bắc của người Lacetani.
- Castellani - vùng thượng lưu của lòng chảo sông Ter, phía Đông sườn dốc phía Nam của dãy Pyrenee. Nằm ở phía Bắc của người Ausetani.
- Cessetani / Cossetani - ở vùng đất Tarraco (ước chừng là khu vực trung tâm và miền đông của tỉnh Tarragona ngày nay), ở khu vực ven biển Địa Trung Hải. Kese (có tên gọi là Tarraco vào thời kỳ La Mã, mà sẽ trở thành thủ phủ của tỉnh Hispania Tarraconensis), là thủ phủ chính của họ.
- Ceretani / Cerretani - ở Cerretana (Cerdanya / Cerdaña ngày nay) và nằm ở phía Đông sườn dốc phía Nam của dãy Pyrenee, cũng là khu vực thượng nguồn lòng chảo sông Segre và Noguera (các nhánh của sông Iberus - Ebro), ở phía đông của Ribagorça. Libyca hoặc Julia Libyca (Llivia ngày nay) là thủ phủ chính của họ. Vùng đất của họ nằm ở phía Bắc vùng đất của người Ilergetes và Bergistani.
- Contestani - cư trú ở phía nam sông Sucro (Xúquer) và phía bắc sông Thader (Segura), trong khu vực ngày nay là một phần của các tỉnh Alicante / Alacant, Valencia, Murcia và Albacete. Đây là một liên minh các bộ lạc. Vùng đất của họ nằm về phía đông vùng đất của người Bastetani.
  - Deitani - ở trong và xung quanh vùng đất Ilici (ngày nay là Elx / Elche)
- Edetani - cư trú ở phía bắc sông Sucro (Xúquer / Júcar) và phía nam sông Millars, ở khu vực khoảng chừng là tỉnh Valencia ngày nay. Đây là một trong những bộ lạc hoặc liên minh các bộ lạc lớn nhất ở Iberia. Edeta (thời La Mã gọi là Lauro, ngày nay là Lliria), về phía tây bắc của Valencia, là thủ phủ chính của họ. Arse (vào thời La Mã được gọi là Saguntum, ngày nay là Sagunto / Sagunt) cũng nằm trong lãnh thổ của họ. Vùng đất của họ nằm về phía Bắc vùng đất của người Contestani và Bastetani còn về phía Nam là vùng đất của người Ilercavones.
- Elisyces / Helisyces - một bộ lạc sinh sống ở vùng đất Narbo (Narbonne) và ở miền bắc của vùng đất Roussillon ngày nay. Họ có thể là một bộ lạc Iberes hoặc Liguria hoặc Liguria-Iberes.
- Ilercavones - ở trong khu vực hạ lưu lòng chảo sông Iberus (Iberus) tới sông Millars dọc theo bờ biển Địa Trung Hải và về phía nội địa là hướng tới Sierra de Gúdar, ở Ilercavonia. Đây là một trong những bộ lạc hoặc liên minh các bộ lạc lớn nhất ở Iberia. Hibera (thời La mã gọi là Dertusa hoặc Dertosa, ngày nay là Tortosa) là thủ phủ chính của họ. Vùng đất của họ nằm về phía bắc của người Edetani, phía Nam của người Ilergetes, phía đông của người Sedetani và phía tây của người Cessetani.
- Ilergetes / Ilergetae - cư trú ở vùng đồng bằng thuộc trung lưu và hạ lưu của hai con sông Segre và Cinca, về phía sông Iberus (Ebro). Đây là một trong những bộ lạc hoặc liên minh các bộ lạc lớn nhất ở Iberia. Iltrida (dưới thời La Mã được gọi là Ilerda, ngày nay là Lérida / Lleida) là thủ phủ chính của họ.
- Indigetes / Indigetae - cư trú ở khu vực hạ lưu lòng chảo sông Ter, phía Đông sườn phía Nam của [dãy Pyrenee], họ chiếm giữ vùng đất cực bắc của bán đảo Iberia, từ khu vực vịnh Empodrae (Empúries) và Rhoda (Roses), kéo dài cho tới dãy Pyrenee xuyên qua các vùng đất Empordà, Selva và có thể là Gironès, ngày nay là tỉnh Girona. Indika / Indiga hoặc Undika là thủ phủ chính của họ. Họ là một liên minh của bốn bộ lạc.
- Lacetani - cư trú ở khu vực trung lưu của lòng chảo sông Llobregat cùng các ngọn đồi xung quanh. Vùng đất của họ nằm ở phía Tây Bắc của người Laietani.
- Laietani - cư trú ở khu vực hạ lưu của lòng chảo sông Llobregat, dọc theo một phần của khu vực ven biển Địa Trung Hải, ngày nay tương ứng là một phần của tỉnh Barcelona và thành phố Barcelona. Laieta (thời La Mã gọi là Barcino và ngày nay gọi là Barcelona) là thủ phủ chính của họ.
- Oretani? - Ở thượng lưu của thung lũng sông Baetis (Guadalquivir), phía đông của dãy núi Marianus (Sierra Morena) và khu vực phía nam của La Mancha ngày nay. Họ có thể là bộ lạc Iberes, một bộ lạc người Celt, hoặc là một bộ lạc hay liên minh bộ lạc người Iberes kết hợp với người Celt (và do đó có quan hệ về huyết thống với người Celtiberi).
- Sedetani - cư trú ở phía nam của sông Iberus (Ebro) và phía tây sông Guadalope, ở khu vực trung lưu của lòng chảo sông Iberus (Ebro). Salduie (thời La Mã gọi là Salduba và Caesaraugusta, ngày nay là Zaragoza) nằm trong lãnh thổ của họ và có thể họ có quan hệ họ hàng khá gần gũi với người Edetani. Vùng đất của họ nằm về phía Tây vùng đất của người Ilercavones.
- Sordones - cư trú ở vùng đất Roussillon (Pyrénées Orientales, Pháp). Ruscino (ngày nay là Château-Roussillon gần Perpignan) là thủ phủ chính của họ.
- Vescetani / Oscenses - cư trú ở phía bắc của Aragon ngày nay, phía đông của sông Gállego, ở Sobrarbe, ở trong và xung quanh thành phố Bolskan, sau này đổi tên là Osca (Huesca), và thượng nguồn thung lũng sông Cinca, Tây Ban Nha. Họ cũng có thể có liên quan với người Vascones và do đó có quan hệ về mặt huyết thống với người Aquitani nói tiếng Aquitani, hoặc một bộ lạc hay liên minh bộ lạc Iberes-Aquitani.
- Một bộ lạc không rõ tên hoặc các bộ lạc ở quần đảo Balearic (được tạo thành từ quần đảo Pityusic và quần đảo Gymnesian), có thể là người Iberes.

## Những người nói ngôn ngữ Ấn-Âu

### Người Celt
- Người Celtiberi (Người Hispano-Celt phía đông / Người Celt ở Đông Hispania) - phía đông Cao nguyên Iberia (Tây Ban Nha), trên những ngọn núi đầu nguồn của các dòng sông Douro, Tagus, Guadiana (Anas), Júcar, Jalón, Jiloca và Turia. Đây là các bộ lạc hỗn hợp gồm người Celt và Iberes hoặc các bộ lạc người Celt chịu sự ảnh hưởng của người Iberes. Họ nói tiếng Celtiberi (một ngôn ngữ Celt lục địa thuộc kiểu Q-Celt).
  - Arevaci
  - Belli
  - Cratistii
  - Lobetani
  - Lusones - ở miền Tây tỉnh Zaragoza và Đông Guadalajara (Tây Ban Nha).
  - Olcades
  - Pellendones / Cerindones- ở khu vực thượng lưu sông Duero (Numantia) và các ngọn núi lân cận, cũng có thể có liên quan đến người Pelendi / Belendi sinh sống ở khu vực trung lưu sông Sigmatis, ngày nay là sông Leyre.
  - Titii
  - Turboletae / Turboleti
  - Uraci / Duraci
  - Oretani? - ở đông bắc Andalusia, tây bắc Murcia và ở phần rìa phía nam của La Mancha, (Tây Ban Nha), những ngọn núi thuộc đầu nguồn của sông Guadalquivir (tên gọi cổ là sông Baetis); Một số người cho rằng họ không phải là người Celt..
- Người Hispano-Celt phía Tây /Người Celt ở miền Tây Hispania- Họ nói tiếng Gallaeci (một ngôn ngữ Celt lục địa kiểu Q-Celt).
  - Allotriges / Autrigones - ở Đông Burgos (Tây Ban Nha), Tây Bắc La Rioja (Tây Ban Nha) cho đến bờ biển Đại Tây Dương.
  - Astures - ở Asturias và phía bắc León (Tây Ban Nha), và phía đông của Trás os Montes (Bồ Đào Nha), (liên minh bộ lạc).
    - Cismontani
      - Amaci
      - Cabruagenigi
      - Gigurri
      - Lancienses
      - Lougei
      - Orniaci
      - Superatii
      - Susarri
      - Tiburi
      - Zoelae - miền Đông Trás-os-Montes (Bồ Đào Nha), (Miranda do Douro).

    - Transmontani
      - Baedunienses
      - Brigaentini
      - Cabarci
      - Iburri
      - Luggones / Lungones
      - Paenii
      - Paesici
      - Saelini
      - Vinciani
      - Viromenici

    - Bebryaces / Berybraces - nơi cư trú chưa được biết rõ, họ có thể có họ hàng với người Bebryces hoặc Berones, cũng có khả năng đây là một tên gọi cũ của người Celtiberi.
    - Berones - ở La Rioja (Tây Ban Nha).
    - Cantabri - ở Cantabria, một phần của Asturias và một phần của Castile-Leon (Tây Ban Nha); một số người cho rằng họ không phải là người Celt mà là một tộc người Ấn-Âu trước thời kỳ người Celt xuất hiện hoặc cũng có thể là người Lusitani và Vettones.. Nếu ngôn ngữ của họ không phải là tiếng Celt, thì có thể nó là một ngôn ngữ Tiền-Celt giống như tiếng Ligures (nghĩa là một nhánh của hệ ngôn ngữ Ấn-Âu nhưng không phải là tiếng Celt nhưng lại có mối liên hệ mật thiết với tiếng Celt). (liên minh bộ lạc).
      - Avarigines
      - Blendii/Plentusii/Plentuisii
      - Camarici/Tamarici
      - Concani
      - Coniaci/Conisci
      - Moroecani
      - Noegi
      - Orgenomesci
      - Salaeni/Selaeni
      - Vadinienses
      - Vellici/Velliques

    - Caristii / Carietes - ở khu vực miền Tây xứ Basque ngày nay, họ có thể là người Celt, sau này họ bị người Vascones đồng hoá vào thế kỷ thứ 6 và 7; một số người cho rằng họ không phải là người Celt mà có thể là một tộc người Ấn-Âu tiền Celt như người Lusitani và Vettones. Nếu ngôn ngữ của họ không phải là tiếng Celt thì có thể nó là một ngôn ngữ Tiền-Celt như tiếng Ligures (nghĩa là một nhánh của hệ ngôn ngữ Ấn-Âu nhưng không phải là tiếng Celt nhưng lại có mối liên hệ mật thiết với tiếng Celt).
    - Carpetani - ở khu vực trung tâm của cao nguyên Iberia (Tây Ban Nha), ngày nay bao gồm phần lớn xứ Castilla-La Mancha và vùng Madrid. Đây là một liên minh gồm 27 bộ lạc[1]
      - Aelariques -
      - Aeturiques -
      - Arquioci - ở Iplacea, tên gọi của vùng đất này thời La Mã là Complutum (ngày nay là Alcalá de Henares).
      - Acualiques -
      - Bocouriques -
      - Canbarici - ở vùng đất Toletum (Toledo).
      - Contucianci - ở vùng đất Segobriga.
      - Dagencii -
      - Doviliques -
      - Duitiques -
      - Duniques -
      - Elguismiques -
      - Langioci -
      - Longeidoci -
      - Maganiques -
      - Malugeniques -
      - Manuciques -
      - Maureici -
      - Mesici -
      - Metturici -
      - Moenicci -
      - Obisodiques - ở vùng đất Toletum (Toledo)
      - Pilonicori -
      - Solici -
      - Tirtaliques - ở vùng đất Segobriga.
      - Uloques -
      - Venatioques -

    - Celtici - ở phía nam sông Tagus và phía bắc sông Guadiana (Anas), ở Alentejo và Algarve (Bồ Đào Nha), miền Tây Extremadura (Tây Ban Nha), (liên minh bộ lạc).
      - Cempsi
      - Conii - theo một số học giả, người Conii và người Cynetes là hai tộc người hoặc bộ lạc khác nhau và đây không phải là hai tên gọi khác nhau của cùng một tộc người hoặc bộ lạc; trong trường hợp này, người Conii có thể sinh sống dọc theo bờ phía bắc khu vực trung lưu của sông Anas (Guadiana), ngày nay là miền Tây vùng Extremadura của Tây Ban Nha và là một bộ lạc Celtici còn người Cynetes của Cyneticum (Algarve) lại sinh sống từ bờ phía tây khu vực hạ lưu sông Anas (Guadiana) xa hơn nữa về phía nam (quá trình Celt hóa của người Cynetes bởi người Celtici đã làm lẫn lộn sự khác biệt giữa hai tộc người hoặc bộ lạc này)[2]
      - Mirobrigenses
      - Sefes / Saefes

    - Người Celtici của Arunda (Ronda) - đây là bộ tộc người Celt sinh sống xa nhất về phía nam, ở miền Nam Turdetania, sau này là tỉnh Baetica của La Mã, (ngày nay là miền tây tỉnh Málaga), vùng Andalucia.
    - Cynetes - ở Cyneticum (vùng Algarve ngày nay) và Hạ Alentejo (Bồ Đào Nha); ban đầu họ có lẽ là người Tartessi hoặc tương tự, sau đó đã bị Celt hóa bởi người Celtici; Theo một số học giả, người Cynetes và Conii là hai tộc người hoặc bộ tộc khác nhau [2] .
    - Người Gallaeci hoặc Callaici - ở Gallaecia (Tây Ban Nha & Bồ Đào Nha), (liên minh bộ lạc).
      - Addovi/Iadovi
      - Aebocosi
      - Albiones/Albioni – ở miền Tây Asturias (Tây Ban Nha).
      - Amphiloci
      - Aobrigenses
      - Arroni/Arrotrebi
      - Arrotrebae/Artabri – ở Miền bắc Galicia.
      - Aunonenses
      - Baedi
      - Banienses – xung quanh khu vực Baião, phía đông tỉnh Porto, (Bồ Đào Nhà).
      - Biballi
      - Bracari/Callaeci/Gallaeci Proper – ở Đông Nam Tỉnh Braga, Braga, phía Tây tỉnh Porto, Oporto, (Bồ Đào Nha).
      - Brigantes (bộ lạc Callaici) – ở phía Bắc Tỉnh Bragança, Bragança, (Bồ Đào Nha).
      - Caladuni
      - Capori
      - Celtici Praestamarici
      - Celtici Supertamarici
      - Cibarci
      - Cileni
      - Coelerni/Aquaflavienses – ở Tỉnh Braga, Tỉnh Vila Real (Chaves), (Bồ Đào Nha) và Ourense (Tây Ban Nha).
      - Egi
      - Egovarri
      - Equaesi – ở Minho và Trás-os-Montes (Bồ Đào Nha).
      - Grovii – ở Minho (Bồ Đào Nha) và Galicia (Tây Ban Nha).
      - Iadones
      - Interamici/Interamnici – ở Trás-os-Montes (Bồ Đào Nha).
      - Lapatianci
      - Lemavi
      - Leuni – ở Minho (Bồ Đào Nha).
      - Limici – quanh bờ sông Lima, Minho (Bồ Đào Nha) và Galicia (Tây Ban Nha).
      - Louguei
      - Luanqui – ở Trás-os-Montes (Bồ Đào Nha).
      - Naebisoci/Aebisoci
      - Namarii
      - Namarini
      - Narbasi – ở Minho (Bồ Đào Nha) và Galicia (Tây Ban Nha).
      - Nemetati – ở Minho (Bồ Đào Nha).
      - Nerii
      - Poemani
      - Quaquerni/Querquerni – ở Minho (Bồ Đào Nha).
      - Seurbi – ở Minho (Bồ Đào Nha).
      - Seurri – ở Sarria, phía Đông miền Trung Galicia (Tây Ban Nha)
      - Tamagani – ở Chaves (Bồ Đào Nha).
      - Turodi – ở Trás-os-Montes (Bồ Đào Nha) và Galicia (Tây Ban Nha).
      - Varri

    - Mantesani / Mentesani / Mantasani - ở cao nguyên La Mancha, Castilla-La Mancha (Tây Ban Nha);
    - Plentauri - ở Tây Bắc La Rioja (Tây Ban Nha).
    - Turduli - ở thung lũng Guadiana (Bồ Đào Nha) và Extremadura (Tây Ban Nha); có thể có quan hệ họ hàng với người Lusitani, Callaeci hoặc Turdetani.
      - Turduli Baetici- ở Baeturia / Baeturia Turdulorum, phía nam sông Anas (Guadiana) và sườn dốc phía bắc của dãy Marianus (Sierra Morena), phía Nam vùng Extremadura, tỉnh Badajoz, góc phía Đông Nam Bồ Đào Nha, tỉnh Beja.
      - Turduli Bardili - bán đảo Setubal (Bồ Đào Nha); có thể có quan hệ họ hàng với người Lusitani, Callaeci hoặc Turdetani.
      - Turduli Oppidani - ở Estremadura (Bồ Đào Nha); có thể có quan hệ họ hàng với người Lusitani, Callaeci hoặc Turdetani.
      - Turduli Veteres - phía Nam bờ sông Douro, khu vực nằm giữa sông Douro và sông Vouga, Tỉnh Aveiro, (Bồ Đào Nha); có thể có quan hệ họ hàng với người Lusitani, Callaeci hoặc Turdetani.

    - Turmodigi hoặc Turmogi - Miền trung Burgos.
    - Vaccaei - ở phía Bắc khu vực Miền Trung cao nguyên Iberia(Tây Ban Nha), khu vực trung lưu lòng chảo sông Duero. Đây là một liên minh các bộ lạc. Ptolemy từng đề cập đến 20 Civitas của người Vaccaei (cũng có ý nghĩa là của các bộ lạc)[3].
      - Cauci (Vaccaei) - ở Cauca(Coca, Segovia)

    - Varduli - ngày nay là miền Đông xứ Basque, họ có thể là người Celt, sau này bị người Vascones đồng hóa vào thế kỷ thứ 6 và 7; một số người cho rằng họ không phải là người Celt mà có thể là một tộc người Ấn-Âu tiền Celt như người Lusitani và Vettones. Nếu ngôn ngữ của họ không phải là tiếng Celt thì có thể nó là một ngôn ngữ Tiền-Celt như tiếng Ligures (nghĩa là một nhánh của hệ ngôn ngữ Ấn-Âu nhưng không phải là tiếng Celt nhưng lại có mối liên hệ mật thiết với tiếng Celt).
- Belgae?
  - Suessetani - Xa về phía Tây bắc xứ Aragon và xa về phía Đông Nam xứ Navarra (Tây Ban Nha), ở khu vực nằm giữa sông Gallicus (Gállego) và hạ lưu sông Aragon và ở khu vực nằm giữa sông Ebro với dãy núi Sierra de Santo Domingo. Corbio là thủ phủ của họ. Vùng đất của họ nằm ở phía Bắc vùng đất của người Celtiberi, phía Nam vùng đất của người Iacetani và Vascones, phía Tây vùng đất của người Galli. Sau đó, họ bị chinh phục bởi người Vascones vào thế kỷ 2 TCN. Có thể họ có quan hệ họ hàng với người Suessiones (một bộ lạc người Belgae)[4]..
- Người Celt phía Đông- Họ nói tiếng Celt phía Đông hoặc tiếng Noric (một ngôn ngữ Celt lục địa).
  - Volcae - một tộc người Celt phía Đông đến từ vùng đất ngày nay là Moravia, vùng trung tâm của rừng Hercynian (Hercynia Silva)
    - Volciani - có thể là một bộ tộc có quan hệ họ hàng với người Volcae và không phải là người Hispano-Celt / người Celt Iberia.
- Người Gaul(Galli) - Một số bộ lạc người Gaul có thể đã di chuyển về phía nam và vượt qua dãy Pyrenee (qua phía bắc, khu vực miền trung hoặc phía nam của dãy núi) trong làn sóng thứ hai hoặc thứ ba của người Celt tới Bán đảo Iberia. Các bộ lạc này khác biệt với các bộ lạc Hispano-Celt.
  - Galli - sinh sống dọc bờ sông Gallicus (Gállego).

### Người Ấn-Âu Tiền Celt

#### Lusitani-Vettones
- - Lusitani (Lusitani/Belitani)- khu vực sông Douro nằm ở phía Nam Bồ Đào Nha và phía bắc sông Tagus, và tây bắc Extremadura (Tây Ban Nha). Họ nói tiếng Lusitani rõ ràng là một ngôn ngữ Ấn-Âu nhưng mối quan hệ của nó với tiếng Celt vẫn chưa được chứng minh một cách chắc chắn (mặc dù nhiều tên gọi bộ lạc và tên địa danh là tiếng Celt). Những nỗ lực để phân loại ngôn ngữ này cũng đã chỉ ra nguồn gốc Ý của nó[5]. Do đó, tiếng Lusitani có thể là một nhánh của ngữ hệ Ấn Âu Tiền Celt như tiếng Ligures (một nhánh của ngữ hệ Ấn Âu không phải tiếng Celt nhưng lại có quan hệ mật thiết với tiếng Celt). Người Lusitani cũng đã được xác định là một nền văn hoá nói ngôn ngữ Ấn-Âu Tiền Celt của bán đảo Iberia và có mối quan hệ họ hàng gần gũi với liên minh bộ lạc lân cận của người Vettones.[2].
  - Arabrigenses
  - Aravi
  - Coelarni/Colarni
  - Interamnienses
  - Lancienses
    - Lancienses Oppidani
    - Lancienses Transcudani
    - Ocelenses Lancienses

  - Meidubrigenses
  - Paesuri – ở Douro và Vouga (Bồ Đào Nha).
  - Palanti (theo một vài học giả, những bộ lạc này là người Lusitanians và không phải là người Vettones)[2]
    - Calontienses
    - Caluri
    - Coerenses

  - Tangi
    - Elbocori
    - Igaeditani
    - Tapori/Tapoli – ở khu vực Sông Tagus, quanh khu vực biên giỡi giữa Bồ Đào Nha và Tây Ban Nha.

  - Talures
  - Veaminicori
- Vettones - ở Ávila và Salamanca (Tây Ban Nha), họ có thể là một tộc người Ấn-Âu tiền Celt và có quan hệ họ hàng gần gũi với người Lusitani. Nếu ngôn ngữ của họ không phải là tiếng Celt, nó có thể là một nhánh của ngữ hệ Ấn Âu Tiền Celt như tiếng Ligures (một nhánh của ngữ hệ Ấn Âu không phải tiếng Celt nhưng lại có quan hệ mật thiết với tiếng Celt). Đây là một liên minh các bộ lạc.
  - Bletonesii – Bletisama (ngày nay là Ledesma) là thủ phủ chính của họ, Tỉnh Salamanca, Tây Ban Nha.
  - Calontienses? (theo một vài học giả, những bộ lạc này là người Lusitanians và không phải là người Vettones)[2]
  - Caluri?
  - Coerenses?

#### Turdetani
- Turdetani- ở khu vực miền Tây Andalucia (Hispania Baetica), khu vực thung lũng và lòng chảo của sông Baetis (Guadalquivir), dãy Marianus (Sierra Morena), một số người cho rằng họ là người Celt,[6] họ có thể là một tộc người Ấn-Âu tiền Celt như người Lusitani và Vettones. Nếu ngôn ngữ của họ không phải là tiếng Celt, nó có thể là một nhánh của ngữ hệ Ấn Âu Tiền Celt như tiếng Ligures (một nhánh của ngữ hệ Ấn Âu không phải tiếng Celt nhưng lại có quan hệ mật thiết với tiếng Celt). 
  - Cilbiceni – ở khu vực xấp xỉ là tỉnh Cádiz ngày nay
  - Elbisini/Eloesti/Olbisini – ở khu vực tỉnh Huelva ngày nay
  - Etmanei – ở khu vực trung lưu của sông Baetis(Guadalquivir) và khu vực xung quanh, xấp xỉ khu vực ngày nay là Tỉnh Córdoba
  - Gletes/Galetes/Ileates – ở khu vực dãy núi Marianus (Sierra Morena), xấp xỉ khu vực ngày nay là miền bắc của các tỉnh Huelva, Seville và Córdoba
  - Turdetani/Tartessii Proper – ở khu vực hạ lưu của sông Baetis (Guadalquivir) và khu vực xung quanh, xấp xỉ khu vực ngày nay là tỉnh Seville

### Người German?
- Germani (Oretania)